# Стара бібліотека (Берлін)
Стара бібліотека (Берлін) (нім. Alte Bibliothek (Berlin)) — бібліотека у столиці Німеччини, заснована 1784 року.

## Історія

### Передісторія
Стара бібліотека у Берліні мала попередницю. Нею була так звана «Курфюршеська бібліотека Кельна на Шпрее». Ще 1661 року її розмістили у аптечному корпусі барокового Міського палацу Берліна. 1701 року її назву змінили на «Королівську бібліотеку Берліна». Заклад збирав не тільки друковані видання, а і рукописи відомих діячів доби, німецьких і закордонних. Серед рукописів згодом опинились твори науковця і математика Лейбніца, філософа Канта, письменників і уславлених діячів просвітництва Дені Дідро і Вольтера (останній декотрий час працював у Німеччині).

### Споруда 1780 року
Нову споруду для бібліотеки наказав створити король Пруссії Фрідріх ІІ, особа, котра досить вдало грала роль монарха-просвітника. Слава і авторитет імператорського Відня були досить потужними. Тому король не замовив оригінальний проєкт, а наказав скопіювати вже створений проєкт віденського архітектора Йогана Фішера фон Ерлаха (1656—1723). Фішер фон Ерлах призначав власний проєкт для Відня і для палацу Хофбург. Фішер помер, а його проєкт вже налічував п'ятдесят років і не був реалізованим. Проєкт у стилі австрійського бароко скопіював королівський архітектор Георг Христіан Унгер, а саму споруду вибудували у Берліні у період 1775—1780 років.
1784 року у нову споруду передали 150 000 видань, що колись утримувала Курфюршеська бібліотека Кельна на Шпреє з додатками.

### XIX століття
За пластичний головний фасад із двома кінцевими павільйонами бібліотека отримала у берлінців назву «комод».  На початок 19 ст. берлінська бібліотека стала найбільшою і доволі ефектною у німецькомовному культурному просторі. Ще наприкінці 18 століття вона стала доступною не тільки для пільгових станів суспільства, а і для третього стану, котрий перетвориться згодом у буржуазію.

### XX століття
На 1905 рік бібліотека мала вже 1 200 000 одиниць збереження. Стара споруда стала затісною. 1914 року бібліотеку перевели у нову споруду за адресою Унтенр-дер-Лінден, 8. Вивільнену споруду Старої бібліотеки віддали під берлінський Університет імені Гумбольдта, де запрацював юридичний факультет. 1918 року берлінська бібліотека в черговий раз змінила власну назву, з того року її назва «Пруська державна бібліотека».
В останні роки Другої світової війни низка споруд історичного центру Берліна була суттєво пошкоджена, серед постраждалих і бароковий Міський палац, і Стара бібліотека. Останню відновили, а її фасад був реставрований (Міський палац був відновлений лише на початку 2020-х, див. Реконструкція Берлінського міського палацу).

## Обрані фото (галерея)

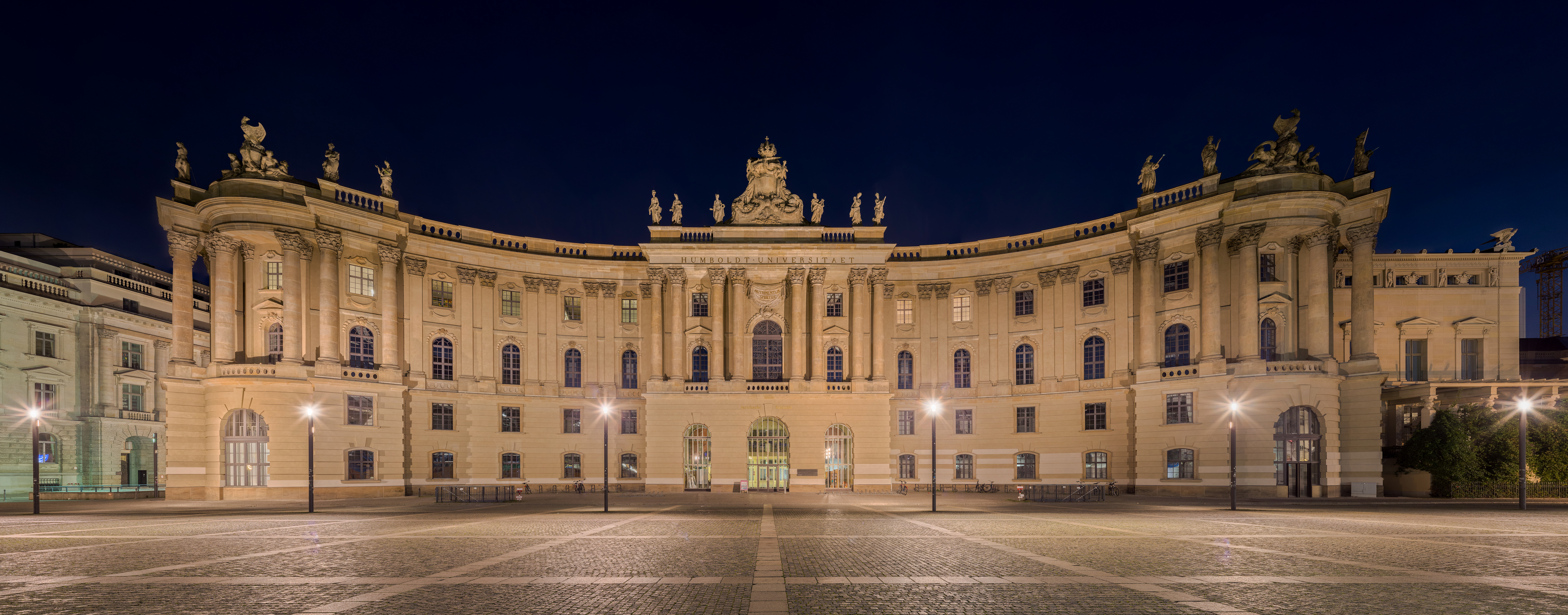
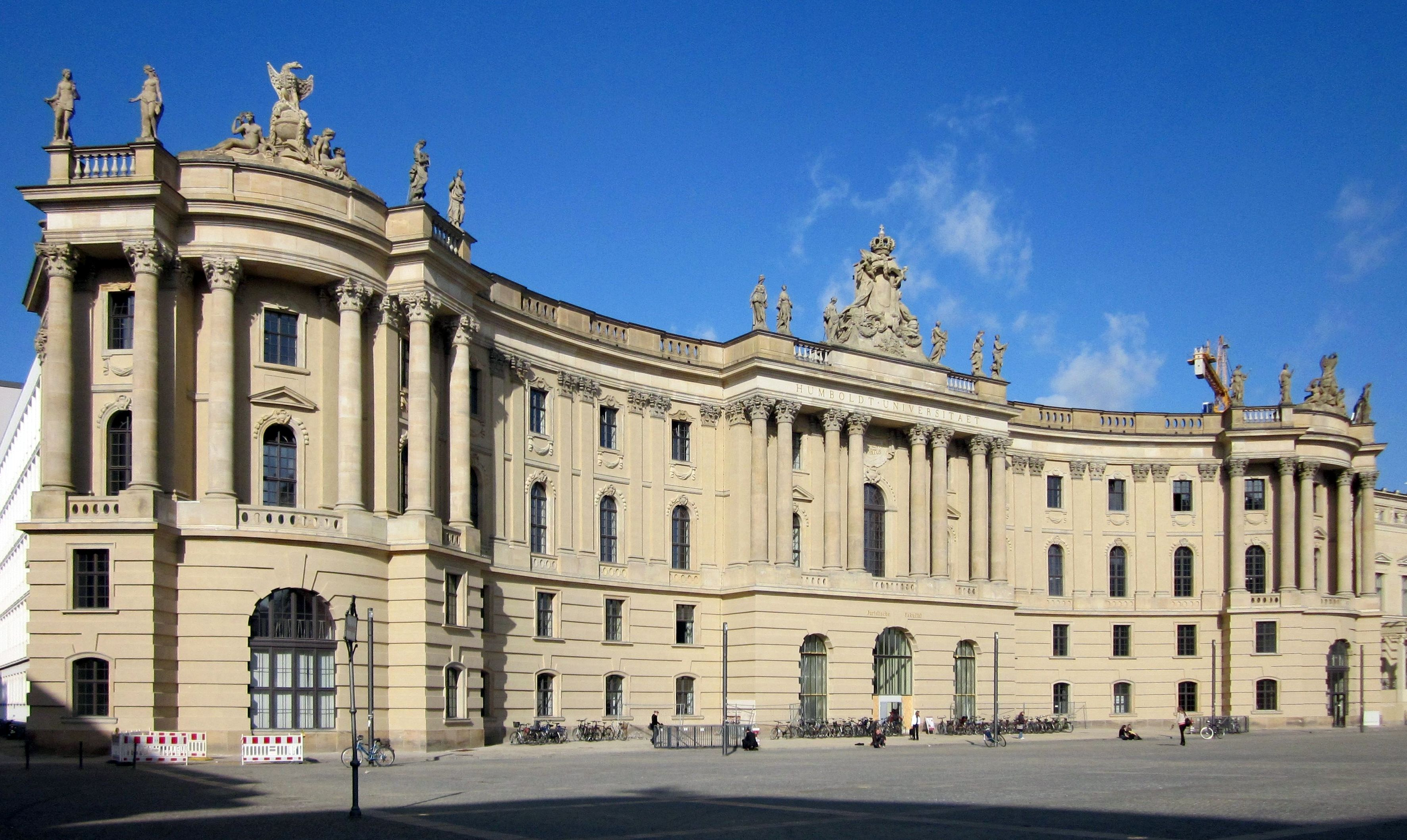
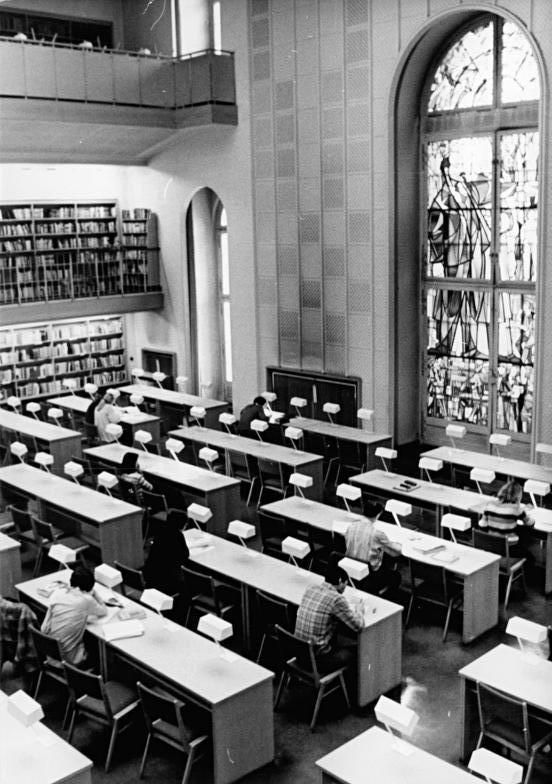
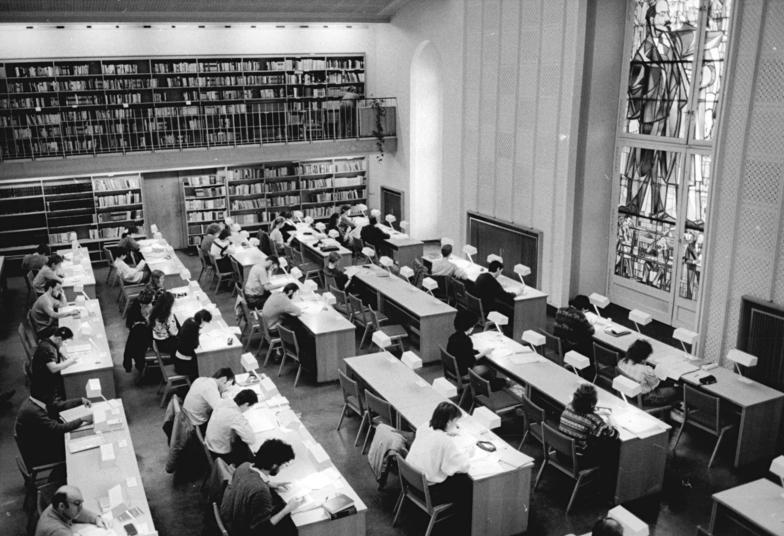
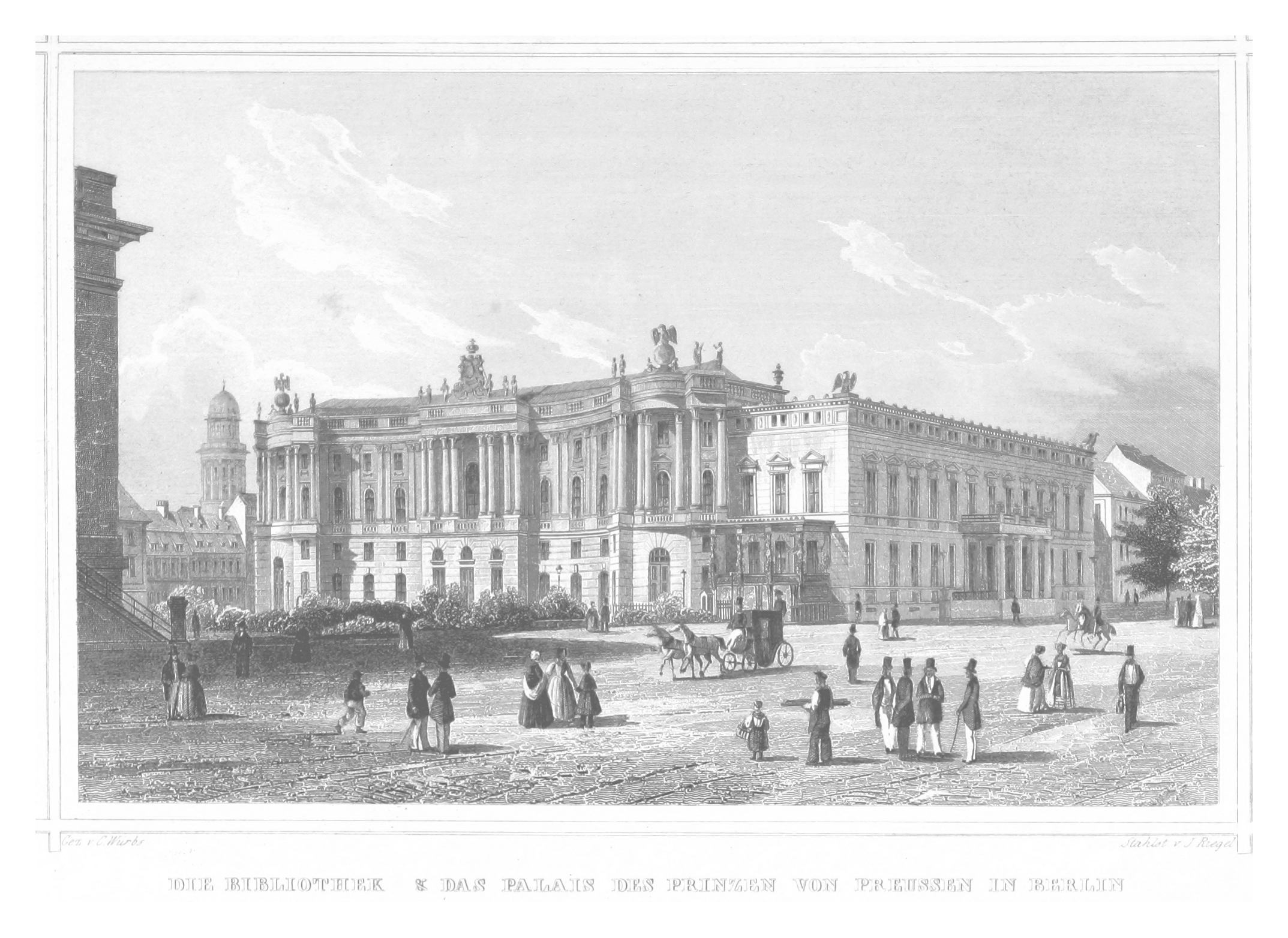

## Фонди
З 1990 року назва біблітеки — «Державна бібліотека. Пруська культурна спадщина» Разом з іншими збірка налічує 10 000 000.